# Jasnić Brdo
Jasnić Brdo is een plaats in de gemeente Krnjak in de Kroatische provincie Karlovac. De plaats telt 8 inwoners (2001).